# Інокентій (Кульчицький)
Єпископ Інокентій (в миру Іван Кульчицький (1681, Чернігівщина — 27 листопада 1731, Іркутськ) — український православний діяч УПЦ. Єпископ Іркутський і Нерчинський, перший єпископ Східного Сибіру. Ректор Московської слов'яно-греко-латинської академії.
Місіонер у Бурятії та інших країнах Східного Сибіру. Майстер теологічних дискусій з ламаїстами.
9 лютого 1805 року зарахований до лику святих.

## Біографія
Майбутній святитель Інокентій народився в 1681 році в Чернігівському полку в сім'ї, що походила зі старовинного шляхетського роду Кульчицьких. Освіту здобув у Києво-Могилянській академії, яку закінчив в 1706 році. Незабаром прийняв чернецтво і в Києво-Печерській Лаврі був зведений у сан ієромонаха.
У 1714⁣ — ⁣1718 роках обіймав посади префекта і викладача філософії у Слов'яно-греко-латинській академії в Москві, в 1718⁣ — ⁣1721 роках перебував в Олександро-Невській Лаврі у Санкт-Петербурзі у званні соборного ієромонаха і відповідав за діяльність флотських ієромонахів. У 1720 році виконував обов'язки намісника Лаври.
З 5 травня 1722 року він єпископ Переяславський і призначений керівником місії в Китаї, але не був пропущений в Пекін китайськими єзуїтами. Тому Інокентій був змушений провести три роки в Селенгінську, де проповідував слово Боже і привертав в православну віру. Місцевих, котрі прийняли православ'я називав братами. Вони самі, не вміючи правильно вимовляти слово «брат», говорили «Бурат», що нібито перетворилося на «бурят» — назва народності. Для спілкування з ними Інокентій вивчив монгольську мову.
У березні 1725 указом Святійшого Синоду єпископ Інокентій Кульчицький спрямований у Вознесенський монастир. На прохання митрополита Тобольського і Сибірського Антонія Стаховського здійснював священицькі та дияконські хіротонії, а 15 січня 1727 року, з утворенням окремої Іркутської єпархії, став єпископом Іркутським і Нерчинським. Йому підпорядковувалися Іркутськ, Нерчинськ, Селенгінськ і Верхньоудинськ з повітами, в яких налічувалося 50 церков і 4 монастирі. У травні 1728 були приєднані Ілімськ і Діутськ з повітами. У 1733 році кількість храмів досягло 72, монастирів — 8.
Святителю доводилося багато боротися з дикими сибірськими норовами: розпустою, п'янством, бійками. Він заборонив відспівувати померлих від спиртного, вважаючи їх самогубцями, і був проти поховання їх на звичайному цвинтарі. Багатьох продовжував звертати в православну віру. Лама Лапсан, якому він довірив викладання буддизму в російсько-монгольській школі, заснованій в 1724 році митрополитом Антонієм Стаховським, після кончини Інокентія, прийняв хрещення сам і хрестив весь рід.
26 листопада 1731 святитель спочив та похоронений у Вознесенській обителі. Вперше мощі були знайдені в 1764 році, а в 1783 році, коли в монастирі, де він спочив, сталася пожежа, що знищила всю обитель, вціліла лише одна церква, під якою спочивали мощі угодника Іркутського. 9 лютого 1805 відбулося відкриття мощей і зарахування до лику святих. Вони відкрито спочивали в срібній позолоченій раці. Любов Бурятії до уродженця Гетьманщини була явною та масовою, що занепокоїло радянський режим. У 1921 році його мощі всупереч елементарним етичним нормам були перевезені більшовиками до Москви й оголошені «удивительно и искусно бальзамированными», а невдовзі зникли. Лише нещодавно вони були віднайдені в Ярославльському історико-архітектурному музеї, а 2 вересня 1990 року урочисто перенесені до Знаменського собору в Іркутську.